# Liliana Guaragno
Liliana Lourdes Guaragno (Buenos Aires, 25 de marzo de 1947 - Quilmes, 20 de agosto de 2016) fue una escritora, poeta, docente e investigadora argentina.

## Trayectoria
Vivió en la ciudad de Quilmes desde 1973 donde trabajaba como profesora en Institutos Superiores y como coordinadora de talleres de escritura.
Su obra se destaca por la versatilidad, su literatura sorpresiva y narración efervescente. La autora propone una experiencia de lectura harto singular. Un estilo despojado y reflexivo; preciso aunque poéticamente espontáneo que contrasta con las formas y va dejando marcas indelebles en el espíritu del lector. Sofía González Bonorino ha dicho de Guaragno “escribe como si soñara, con esa libertad e irreverencia del sujeto no sujeto, entregada a una música que le pertenece sólo a ella”.
Además de cuentos, novelas y poesía publicó ensayos críticos y crítica literaria en revistas como Innombrable, Actualidad en el Arte, América en Letras, etc. También en Diferencia, de la que fue codirectora; y ensayos sobre Felisberto Hernández, Néstor Sánchez, Alejandra Pizarnik, Julio Cortázar, Osvaldo Lamborghini y Roberto Raschella, entre otros. Ha colaborado con ensayos y textos de creación en revistas literarias y periódicos como La Prensa, Aghula, Río de la Plata, Tokonoma, La Ballena Blanca, Francachella Tiempo Sur, La Nación.

## Premios y reconocimientos
Recibió distinciones por cuentos y poesías, Premio Kilme de Honor en Literatura, (1990), la Medalla de bronce Al mérito, de la Sociedad Italiana de Quilmes (1996), el Premio Candil de Kilmes´99, el Premio Juris, en 2002, el Reconocimiento y Homenaje en el año 2008 por la Municipalidad de Quilmes y recibió una Mención Honorífica del Fondo Nacional de las Artes en 1998.

## Obras

### Libros de cuentos
- La mujer del sombrero rojo (1ª edición). De la Serpiente. 1989. ISBN 978-950-9628-05-2.
- Final del día (1ª edición). Ultimo Reino. 1993. ISBN 978-950-804-027-5.
- Baldío (1ª edición). Paradiso. 1997. ISBN 978-987-99867-4-5.
- La rebelión de los arboles (1ª edición). Leviatán. 2015. ISBN 978-987-514-308-1.

#### Novelas
- Itinerario de una insensata (1ª edición). Paradiso. 2003. ISBN 978-987-9409-33-6.
- Desperfecto (1ª edición). Libresa. 2009. ISBN 9789978493274.
- El hilo de la bobina (1ª edición). Paradiso. 2013. ISBN 978-987-1598-51-9.

### Poesía
- Los vientos amarillos (1ª edición). 1997.
- El tiempo uno (1ª edición). Leviatán. 2008. ISBN 978-987-514-156-8.